# Strage di Forno
La strage di Forno è stato un eccidio nazifascista avvenuto nell'omonima frazione del comune di Massa il 13 giugno 1944. Nel corso del massacro, perpetrato da reparti dell'esercito tedesco e dai militi fascisti della Xª MAS al comando di Umberto Bertozzi che si distinse per crudeltà e accanimento, furono uccise sessanta persone. Il fatto fu una spietata rappresaglia per la precedente occupazione del paese e la proclamazione della “Repubblica libera di Forno” da parte di partigiani avvenuta il 9 giugno 1944.

## Antefatti
Nei primi giorni di giugno 1944 la Resistenza apuana mal interpretò un messaggio di Radio Londra, che in realtà annunciava l'imminente liberazione di Roma, fraintendendolo come la notizia di uno sbarco alleato in Versilia. Decisi quindi a conquistare posizioni, i partigiani della formazione "Luigi Mulargia", guidati da Marcello Garosi "Tito", scesero dalle loro posizioni sulle Alpi Apuane ed il 9 giugno occuparono il paese di Forno, situato nell'alta vallata del Frigido.
I comandi della "Mulargia" s'insediarono nella caserma dei Carabinieri, che dal canto loro non si opposero all'arrivo dei partigiani, mentre il resto della formazione si acquartierò nei locali della filanda. La conquista di Forno, vissuta dalla popolazione locale come una liberazione con tanto di tricolori esposti alle finestre, fu il trampolino poi per una serie di azioni dimostrative a Massa. Queste incursioni spinsero alcuni reparti fascisti di stanza in città a disertare e ad unirsi alla Resistenza. All'entusiasmo iniziale si affiancò ben presto la consapevolezza dell'inconsistenza della notizia dello sbarco alleato in Versilia e di una reazione nazifascista contro Forno. Il CLN toscano aveva così iniziato a far pressione sui partigiani stanziati a Forno affinché si ritirassero sui monti circostanti. Dal canto loro, gli uomini della "Mulargia", in vista di una probabile controffensiva nazifascista, avevano preso contatti con un'altra brigata attiva in zona, la "Silvio Ceragioli", che aveva minato un costone roccioso a Canevara, in modo tale da precludere il passaggio sud ad una colonna nemica. Per prevenire eventuali attacchi da Carrara venne poi allestito un presidio armato a Vergheto, un piccolo abitato posto sulle montagne ad ovest di Forno. L'ordine di una ritirata partigiana precauzionale da Forno non venne emanato alla mattina del 13 giugno, giorno di Sant'Antonio, patrono del paese.

## Il massacro
All'alba del 13 giugno, una colonna nazifascista composta dagli uomini della 135. Festungs-Brigadestab tedesca, comandati dal colonnello Kurt Almers, supportati da elementi della Kriegsmarine e dai militi della compagnia "O" della Xª MAS guidati dal tenente Umberto Bertozzi, attaccò Forno con una manovra a tenaglia. I tedeschi, forti di una colonna di autoblindo, giunsero da Massa, mentre i fascisti avevano lanciato il loro attacco da Colonnata e passando dal valico di Vergheto, dove il presidio partigiano lì presente si era inspiegabilmente assentato. Nonostante le contromisure, rivelatesi poi del tutto inefficaci, le due colonne degli assalitori riuscirono a circondare Forno verso le 6:30 del mattino, ingaggiando poi un duro scontro a fuoco con i partigiani, che nel frattempo si erano asserragliati nella filanda. Nella battaglia rimasero uccisi nove uomini della "Mulargia", compreso il comandante Garosi, il quale, rimasto senza munizioni, preferì suicidarsi pur di non cadere in mani nemiche. Il resto della formazione tentò di sganciarsi, ritirandosi precipitosamente sulle montagne. Alle 8:30 del mattino i nazifascisti avevano così ripreso il controllo di Forno. Successivamente avviarono un meticoloso rastrellamento casa per casa, durante il quale rimasero uccisi una donna ed un bambino. 
Dopo aver radunato gli abitanti del villaggio e lasciato da parte donne e anziani, i nazifascisti imprigionarono nella caserma dei Carabinieri una sessantina di uomini, sospettati di essere partigiani grazie alla delazione di una spia. Nelle ore successive i prigionieri furono condotti a piccoli gruppi fuori Forno, presso la chiesa di Sant'Anna, e qui, lungo il greto del Frigido, vennero giustiziati dai fascisti a raffiche di mitra. Tra le vittime del massacro vi era anche il comandante della stazione dei Reali Carabinieri Ciro Siciliano, che invano aveva cercato di salvare gli abitanti da rappresaglie ed era stato accusato dai fascisti di complicità con i partigiani. A massacro compiuto i nazifascisti bruciarono anche la caserma dei Carabinieri, all'interno della quale perirono altre due persone rimaste chiuse nelle camera di sicurezza.
Cinquantuno civili furono poi avviati nei campi di concentramento in Germania.

## Monumenti e omaggi
Sul luogo dell'eccidio, lungo le rive del Frigido, è stata eretta una piccola croce in marmo. A pochi metri, lungo la strada che conduce a Massa, è stato eretto un memoriale per le vittime, i cui resti riposano in un apposito sacrario nel cimitero di Forno. Sul luogo dove Marcello Garosi si uccise per non cadere prigioniero è stato realizzato un memoriale, mentre sulla scuola di Forno è stata scoperta una lapide che ricorda Garosi,
Marcello Garosi fu insignito della Medaglia d'oro al valor militare alla memoria. Ciro Siciliano venne insignito nel 2005 della Medaglia d'oro al merito civile, accusato di collaborazionismo con le bande partigiane per aver consegnato ai partigiani la caserma dei carabinieri e avervi fraternizzato.